# Mark Philo
Mark Philo, né le 5 octobre 1984 et décédé le 14 janvier 2006, était un footballeur anglais. 
Ce jeune espoir anglais commence sa carrière professionnelle avec Wycombe Wanderers FC ; il dispute 17 matchs avec cette formation. Il se tue à la suite d'un accident de la route.